# ヴァルトブライトバッハ
ヴァルトブライトバッハ (独: Waldbreitbach)はドイツ連邦共和国 ラインラント＝プファルツ州ノイヴィート郡にある町村。ヴィート川沿いにあり、ノイヴィートの北約15kmに位置する。
ヴァルトブライトバッハ連合自治体 (独: Verbandsgemeinde Waldbreitbach) の行政庁所在地でもある。